# 鳥取市立福部小学校
鳥取市立福部小学校（とっとりしりつ ふくべしょうがっこう）は、かつて鳥取県鳥取市福部町にあった公立小学校。略称は福部小。

## 概要
鳥取市立福部中学校と小中一貫教育を行っていた。
福部小の周辺には、日本一の大きさを誇る鳥取砂丘がある。
2016年に福部中学校、福部幼稚園と統合し鳥取県内初の幼小中一貫校・鳥取市立福部未来学園が開校した。

## 沿革
- 1946年（昭和21年）7月 - 村内の3小学校を統合して設立。
- 1964年（昭和39年）3月31日 - 福田分校を廃止。
- 2004年（平成16年）11月1日 - 岩美郡福部村が鳥取市に編入されたことに伴い、鳥取市立福部小学校と改称する。
- 2016年（平成28年）3月31日 - 統合のため、閉校。
  - 4月1日 - 福部中学校・福部幼稚園と統合し鳥取市立福部未来学園が開校。

## 通学区域
- 福部町海士、福部町岩戸、福部町久志羅、福部町蔵見、福部町栗谷、福部町左近、福部町高江、福部町中、福部町南田、福部町細川、福部町八重原、福部町箭渓、福部町湯山

## 進学先中学校
- 鳥取市立福部中学校